# Ingås historia

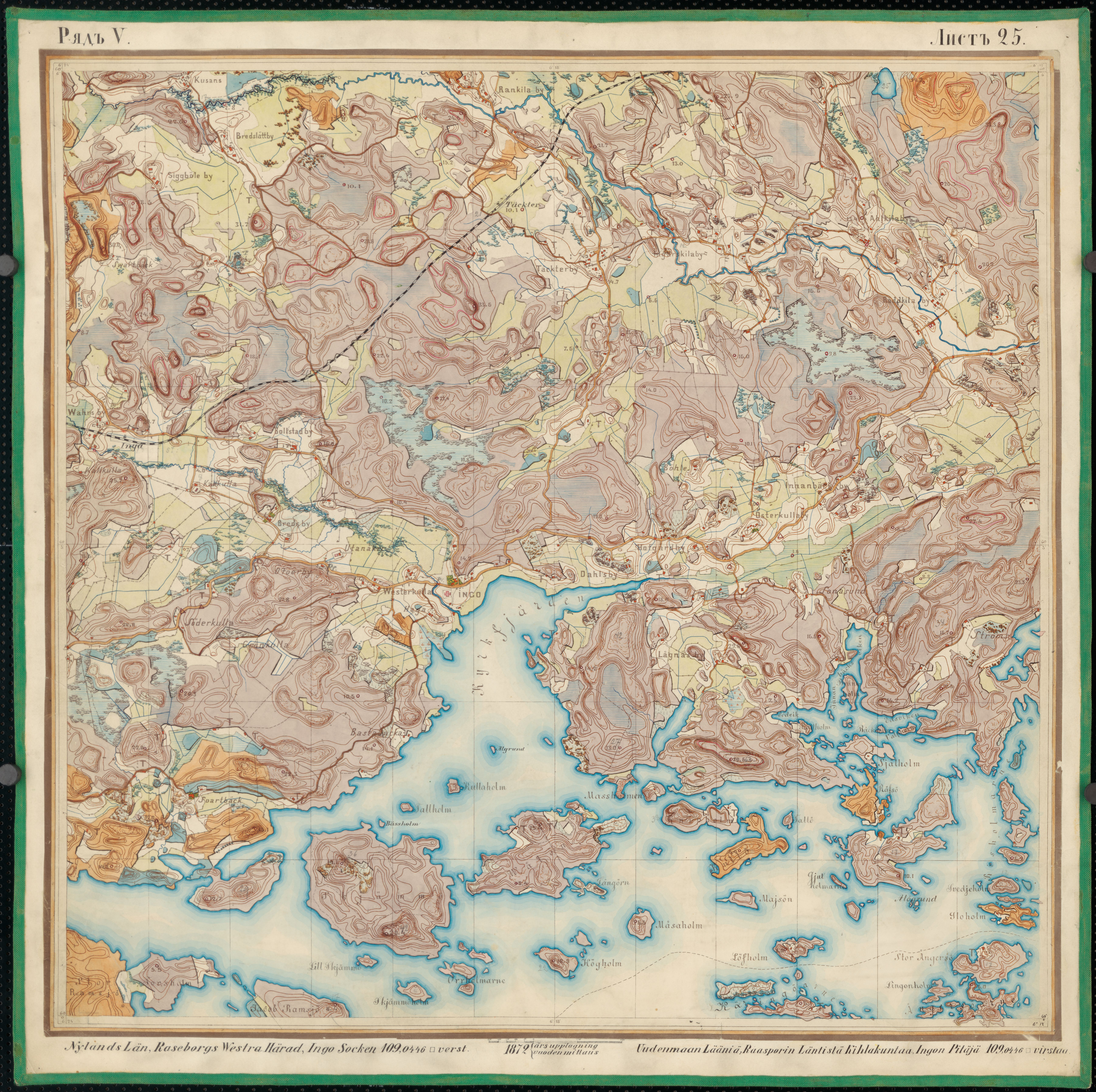
Gammal karta över Ingå

Ingås historia är beskrivningen av kommunen Ingå, i Finland, från stenåldern fram till nutid.

## Vikingar och kolonister
Ingå har haft bosättning sedan stenåldern. Där påträffades 2002 landets förmodligen sydligaste boplats från denna epok, ålder 5 300–5 500 år. Platsen var Älgsjöskatan i Barösunds skärgård.
Man tror att också den äldsta kända händelsen i landets historia, den norske vikingakungen Olof den heliges strandhugg vid Finlands kust omkring 1010, utspelade sig i Ingå. Enligt islänningen Snorre Sturlassons kungasagor i Heimskringla gick Olof iland nära byn Herdalar någonstans på Finska vikens norra kust. Detta Herdalar har tolkats som dagens Hirdal ett stycke rakt söder om Fagervik. Olof och hans följe var på vikingavis ute för att plundra, och eftersom byn låg öde kunde man lägga sig till med lite byte. När vikingarna om kvällen skulle återvända till sina skepp blev de anfallna av folk från trakten som av lättförklarliga skäl var mindre vänligt stämda, och innan främlingarna kunde lätta ankar förlorade de ett antal man i stupade och sårade.
Det var inte första gången vikingar strukit förbi Ingås kust. I en medeltida segelledsbeskrivning från början av 1300-talet, det så kallade danska itinerariet, som skildrar en marin färdrutt från svenska östkusten genom den västfinländska skärgården som hade utnyttjats redan på vikingatiden, är en av etapperna något som kallas Horinsarae. Detta, som på danska bar namnet Hestö, tror forskarna att var dagens Orslandet-Tostholm, vid det västra inloppet till Barösund.
I början av 1300-talet hade invandringen av svenska kolonister från de överbefolkade Mälarlandskapen redan inletts, och även Ingå hade fått sina första nybyggare. Orten, som är en av de västnyländska modersocknarna, nämns första gången 1335 i bevarade historiska urkunder. Gråstenskyrkan uppfördes kring sekelskiftet 1500. För att friköpa sin själ från skärseldens kval skänkte någon under medeltiden den stora ön Fagerö till kyrkobyggnaden, i vars ägo den har förblivit till våra dagar. Inte långt efter att kyrkan blivit färdig, den 25 augusti 1509, plundrades den av danskarna, som härjade utmed de västnyländska kusterna under den oroliga unionstiden. Från och med 1571 ingick Ingå i Raseborgs grevskap, Finlands första, som innehades av ätten Leijonhufvud. Av släktens medlemmar var flera kända som svåra bondeplågare, något som säkerligen kom också ingåborna till del. En av grevarna avled 1613 i den späda åldern av två år och begrovs i Ingå kyrka, som var den största i grevskapet.
När Raseborgs grevskap indrogs 1681 hade ingåborna i likhet med övriga västnylänningar inte på länge upplevt något krig i sina hemtrakter, eftersom gränsen mot Ryssland under stormaktstiden pressats så långt österut som till Nevafloden. Men utskrivningen av krigsfolk till de många krigen på främmande mark var en avsevärd börda, som tärde på bygdens livskraft. Det gjorde också den pest som flyktingar från Estland haft med sig och som härjade i Ingå i september 1710, då till exempel hela befolkningen på Fagerviks bruk sägs ha avlidit.

## Oroliga tider

### Stora nordiska kriget

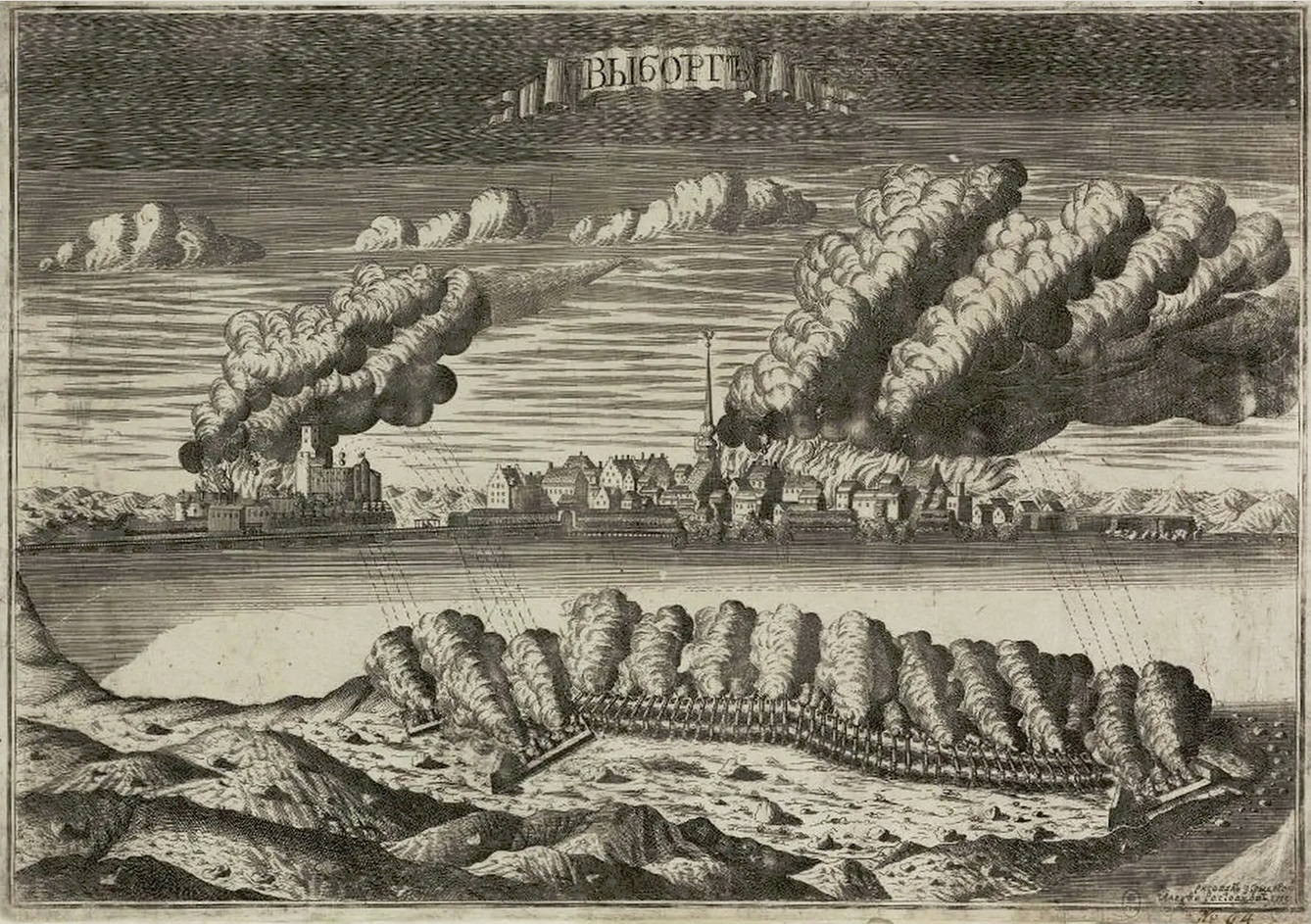
Belägringen av Viborg 1710.

Det dröjde inte heller länge förrän man hade kriget in på livet. Efter den ryska erövringen av Viborg 1710 stod vägen västerut öppen, och sedan Helsingfors erövrats i maj 1713 kunde man vänta fienden när som helst. Församlingens kyrkoherde hade följande många kollegers exempel flytt till Sverige 1711, och dit begav sig också de flesta övriga ståndspersoner samt många bönder. Före ryssarnas väntade ankomst hade man som på andra håll grävt ner kyrkklockorna och fört bort eller gömt sina dyrbarheter, av vilka en del dock påträffades av ryssarna och fördes som troféer till det nyanlagda Sankt Petersburg. Eftersom Ingå låg vid stora landsvägen mellan Åbo och Viborg, den som i våra dagar börjat kallas Kungsvägen, blev socknen plundrad av ryssarna när de tågade igenom både på väg till Åbo i slutet av augusti 1713 och på återvägen en vecka senare. Den så kallade stora ofreden som varade ända fram till att ryssarna lämnade landet 1720 bjöd på många andra prövningar, till exempel i form av dryga skatter till ockupationsmakten. 
Men även att underhålla de egna trupperna kunde bli en börda, vilket ingåborna fick uppleva under lilla ofreden 1742─1743. Trupper från Sverige landsattes våren 1742 vid bryggor i Bastubacka väster om kyrkbyn, och hästarna från Livregementet åt upp böndernas hö. Efter Helsingfors kapitulation i augusti 1742 införde ryssarna ett liknande styre som drygt tjugo år tidigare, men lidandena var denna gång inte lika svåra och dessutom av kortvarigare natur.
Att krig inte alltid är enbart till förbannelse visas av att knektar från Ingå som tjänade vid Nylands infanteriregemente sägs ha haft potatisknölar i sina ränslar när de återvände från pommerska kriget 1763. Enligt en annan – likaså obekräftad – uppgift skulle den revolutionerande nyttoväxten ha införts redan i början av 1700-talet av tyska blecksmeder som slog sig ner i Fagervik. Vare därmed hur som helst, Ingå har i våra dagar alltmer börjat profilera sig som "potatiskommunen" framför andra.

### Svensk-ryska kriget 1788-1790

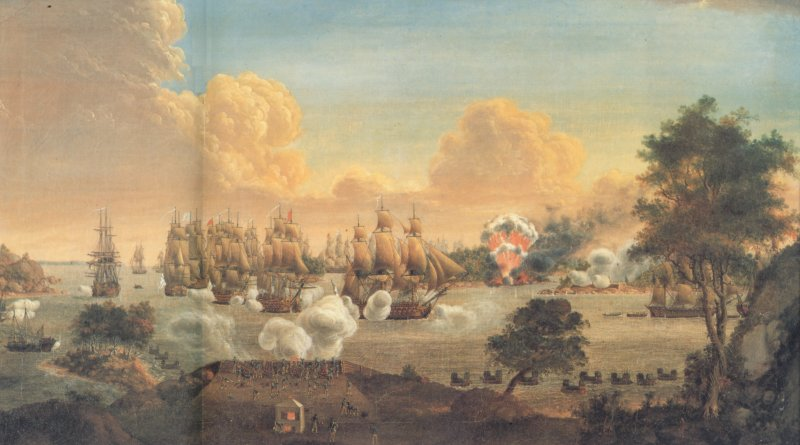
Strider vid Barösund den 18 september 1789.

Sverige och konung Gustav III sökte revansch för nederlaget 1742 i kriget 1788─1790, där de stora och viktiga drabbningarna utkämpades till sjöss. En av dessa, nämligen slaget vid Älgsjöskatan den 18 september 1789, hade Ingå som skådeplats. En rysk flottstyrka på 17 fartyg, bland dem fyra tvådäckade linjeskepp och fem fregatter, försökte forcera inloppet till Barösund, där försvararna byggt befästningar och batterier på båda sidor av sundet mellan Älgsjöskatan och Jakobramsjö. För att spärra vägen för angriparen hade två av de större svenska skärgårdsfregatterna ankrat mitt i sundet.

Den ryska planen att inta Barösund Avbildade fartyg och batterier och eldlinjer visas. A.Skeppet Rotislav, B. Skeppet Panteleimon, C. Skeppet Alexander Nevskij, D. Attack till lands, E. Fregatten Podrozilav, F. Tre fartyg som täcker attacken till lands, G. Galärer och kanonslupar, H. Förbindelsefartyg, I. Västra batteriet [Svenskt], K. Norra batteriet [Svenskt], L. Fregatten Isebeka [Svenska fregatten Sprengtporten & 1 roddfregatt], M. Intervenerande fartyg?.

Ryssarnas avsikt var att tränga fram till Barösund och skapa ett brohuvud från vilket man skulle kunna skära av kustvägen för den svenska arméns transporter. Också Fagervik, som under de föregående årtiondena hade blivit den största tillverkaren av bleckplåt i svenska riket och därmed var en krigsviktig industri, hotades genom det ryska anfallet. 
Detta inleddes med en kanonad från linjeskeppen som snabbt tystade batteriet på Älgsjöskatan och fördrev servisen, femtio man ur Nylands dragoner, som drog sig bort från udden innan ryssarna nått land. Batteriet på Jakob Ramsjö bet lite bättre ifrån sig, men måste likaså överges. Efter ungefär en timmes strid gavs order om reträtt inför övermakten. 
Älgsjölandet blev därigenom ett ingenmansland där ryska och svenska patruller strövade omkring i höstmörkret och ibland invecklades i mindre strider med varandra. Ryssarna hade visserligen vunnit en framgång, men de utnyttjade den illa. På förlustkontot fick de även notera linjeskeppet ”Severnyj Oriel”  (Nordiska Örn), som gick på grund och sattes i brand av sin egen besättning sedan det visat sig omöjligt att få fartyget flott. 
Situationen var i alla fall kritisk för försvararna. Till undsättning sändes då Gustaf Mauritz Armfelt, denne Finlandsfödde storman, som vid denna tid måhända var rikets näst kungen inflytelserikaste person. Armfelt hade den 9 september landstigit i Hangö med en brigad på ca 4 000 man för att marschera till östgränsen. Den 20 september, då han redan befann sig i Helsingfors, fick han order att ingripa i Barösundsstriderna, och följande dag slog han upp sitt högkvarter i Ingå kyrkby. 
På kvällen den 29 september lät han sig skeppas över till Älgsjölandet tillsammans med 500 man. Med denna styrka, soldater från den västra rikshälften, gick Armfelt till angrepp mot den ryska basen på öns östra udde, där en ungefär lika talrik fiende hade installerat sig i ett starkt fältverk bestyckat med åtta grova kanoner. Armfelt förde en kolonn på 200 dalkarlar över ön och lyckades i morgongryningen den 30 september överraska ryssarna, som med stora förluster fördrevs ur den skans de uppfört. De ryska fartygen öppnade då en verkningsfull eld, varför Armfelt fick dra sig tillbaka, efter att ha förstört kanonerna i det ryska batteriet. Efter denna strid övergick initiativet till svenskarna, och snart satte höstvädret in. Den 23─24 oktober lämnade ryssarna Ingåfarvattnen.

### Ingå under 1800-talet

Ingå vid sekelskiftet mellan 1800- och 1900-talet.

Några strider förekom inte i Ingå under finska kriget 1808–1809, som lösryckte Finland från det gamla moderlandet. I juli 1810 kom två skutor seglande till bryggorna vid Bastubacka och landsatte 172 soldater, en underofficer och två officerare, rester av Finlands armé som fram till midsommartid hade gjort vakttjänst i Stockholm och som nu i sina slitna och lappade uniformer till fots fick ta sig till sina hemorter. Detta måste ha varit de sista bussarna från den östra rikshälften som tjänstgjorde under svenska fanor. När de nu trampade hemlandets jord var en nästan sjuhundraårig era över. Bastubacka hade under svenska tiden på grund av sitt läge i närheten av Kustvägen varit en viktig inskeppnings- och utskeppningsplats för trupper och materiel på väg till krigsskådeplatserna söder och öster om Finska viken, och därtill var platsen ett centrum för den av myndigheterna illa sedda bondeseglationen.
De ständiga krigen upphörde när Finland blev en del av det ryska kejsardömet, och landet fick uppleva drygt hundra år av fred och framåtskridande. Friden stördes endast av Krimkriget 1854–1856, då det även i Ingå uppenbarade sig engelsk-franska flottstyrkor, dock utan att anställa några större skador. Den 20 augusti 1855 landsatte en engelsk brigg och en kanonbåt ett hundratal beväpnade matroser på Älgsjö för att utöka proviantförrådet, vilket även lyckades: Älgsjöbönderna blev av med en del boskap. Vid ett annat tillfälle kom några engelska barkasser roende upp till kyrkbyn, och skrämde bort en avdelning kosacker som gav sig av i vild flykt när de upptäckte engelsmännen i åmynningen.

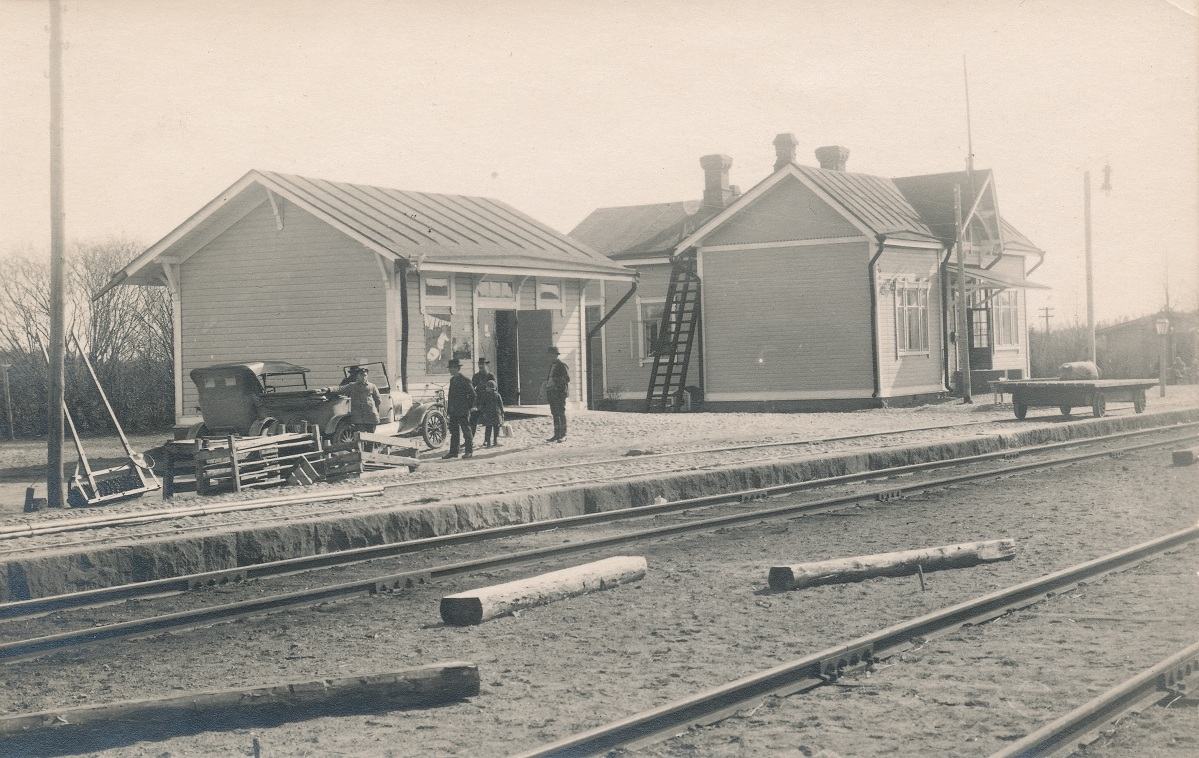
Järnvägsstationen i Täkter på 1920-talet.

I mitten av 1800-talet hade man redan känt doften av kolrök från ångfartyg i Ingåvattnen, och de delvis ångdrivna engelska och franska örlogsmännen representerade därför ingenting nytt. På 1880-talet anlöpte redan flera rederiers kustångare bryggorna i Ingå, och därmed var även bondeseglationens saga snart all – Ingå hade varit en socken där det fanns många allmogeredare, vars segelfartyg gick så långt bort som till Medelhavsländerna. Ångbåtarna utnyttjades inte minst av sommargäster från den närbelägna huvudstaden, som började uppenbara sig i allt tätare skaror och lägga beslag på stränder och holmar i skärgården, en utveckling som fortsatt fram till våra dagar. 
I Barösund uppstod redan mot slutet av 1800-talet en tät fritidsbebyggelse med ståtliga villor som kantar de bergiga stränderna. När Kustbanan drogs genom socknen 1903 innebar det en revolution vad kommunikationerna beträffar för ingåborna, som från och med det ögonblicket kunde sätta sig på tåget och vara i Helsingfors om några timmar. De viktigaste trafikplatserna inom kommunen var Ingå station och Täkter station.
Järnvägens ankomst innebar början till slutet för ångbåtstrafiken. Att denna var behäftad med vissa risker fick passagerarna på kustångaren ”Onni” erfara den 20 juni 1897. Man hade precis lagt till vid bryggan i Svenviken i Degerby, då en explosionsartad brand bröt ut. Orsaken var att en berusad person tappat sin flaska (som rymde hela fem liter) i däcket, samtidigt som en annan som nyss tänt sitt rökverk slängde stickan. Sex personer i aktersalongen blev innebrända, och flera fick brännskador. Tur i oturen var att båten höll på att angöra bryggan, vilket innebar att största delen av de 150 passagerarna kunde stiga direkt iland.

### Finska inbördeskriget

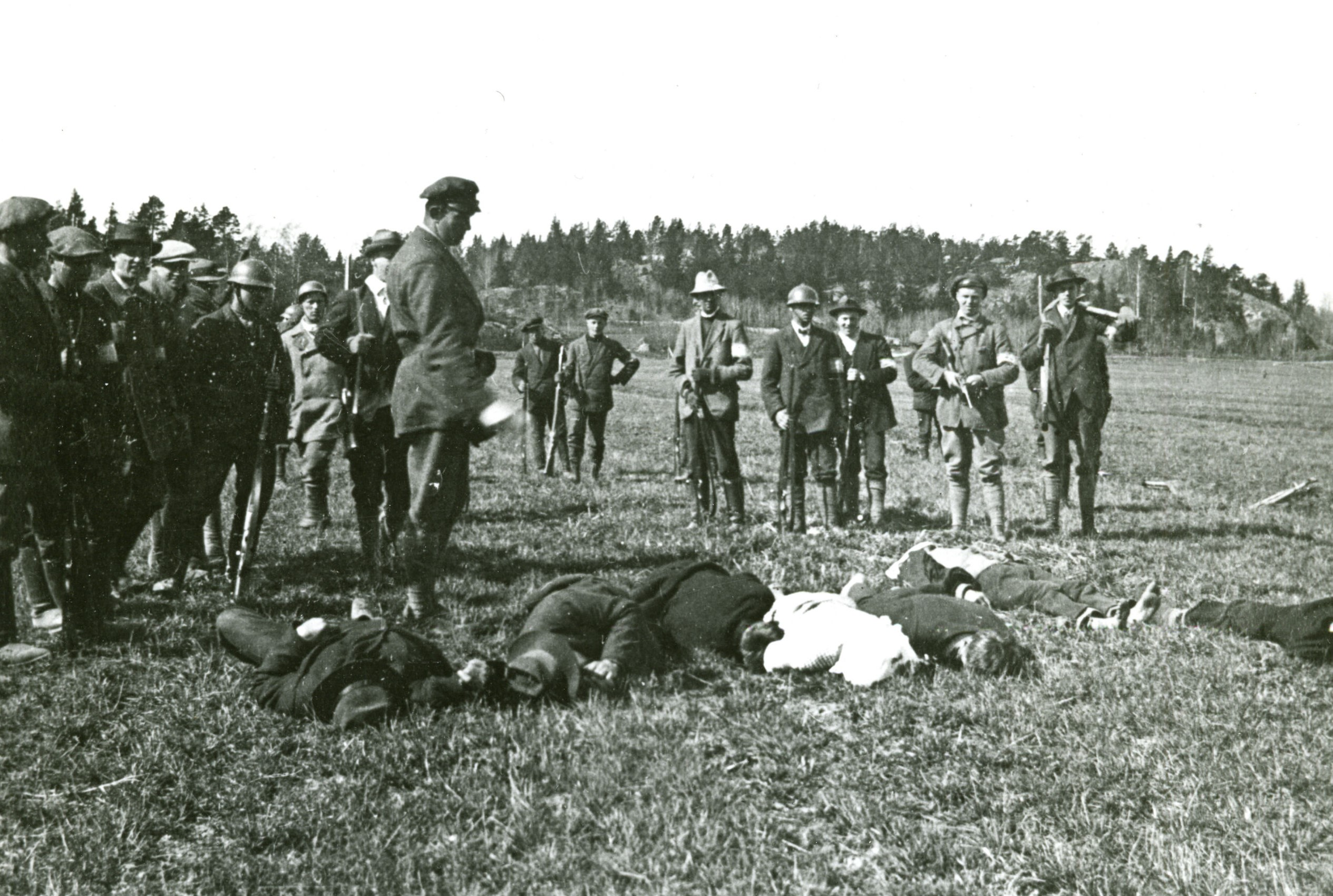
Röda krigsfångar avrättas i Västankvarn i Ingå år 1918.

Den relativa idyllen under ryska tiden fick ett brådstörtat slut åren 1917–1918, då Finland lösgjorde sig från Ryssland och drabbades av ett bittert och blodigt inbördeskrig. Ingå förskonades från egentliga krigshandlingar och allvarligare våldsdåd - däremot deltog många ingåbor i striderna vid Svidja gård och Sigurds i grannsocknarna i öster - men efterskörden blev desto bittrare. På Västankvarns folkhögskola i västra delen av socknen, där en nyuppsatt vit enhet, Västnylands bataljon, hade sitt högkvarter, arbetade i maj 1918 en vit "krigsrätt". 
Västnylands bataljon utförde så kallade rensningsoperationer i de finskspråkiga socknarna norr om den västnyländska kustbygden, där skaror med villrådiga röda uppehöll sig. De röda som infångades sköts antingen på stället efter summariska förhör eller sändes till fångläger. En del ställdes inför ståndrätten på Västankvarn, som fällde domen direkt eller skickade fången vidare till de krigsdomstolar som arbetade i Helsingfors. På Västankvarn utfärdades uppenbarligen endast dödsdomar som verkställdes omedelbart.

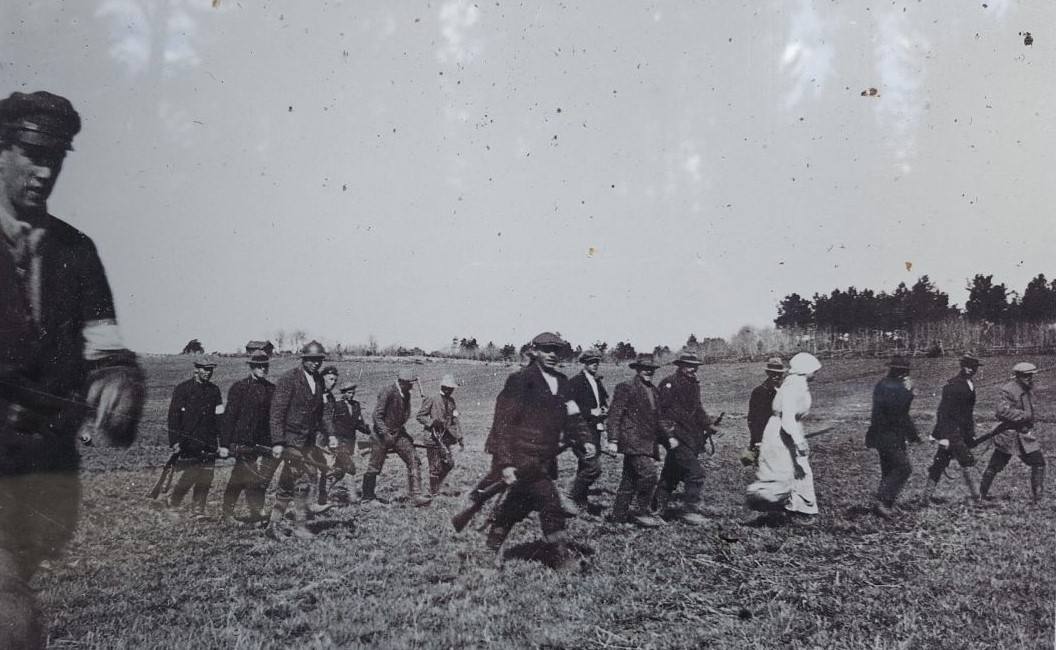
Röda krigsfångar avrättas i Västankvarn i Ingå år 1918. Bland fångarna finns åtminstone en kvinna.

Sammanlagt 66 dödsdomar avkunnades och sattes i verket på Västankvarn mellan den 2 och den 26 maj. Endast två var ingåbor av de avrättade, medan fyra var sjundeåbor och resten hemmahörande i det finskspråkiga västra Nyland. Totalt fick 33 ingåbor sätta livet till under kriget 1918. Av de tre vita offren stupade en vid Sigurds i Kyrkslätt och en annan vid Rautus på den karelska fronten. Västnyländska bataljonen upplöstes i början av juni 1918, uppenbarligen av den anledningen att den då ansågs ha slutfört sitt uppdrag.
Den som avkunnade dödsdomarna på Västankvarn var en journalist och författare från Helsingfors, Erik Grotenfelt. Det har inte kunnat klarläggas hur denne adelsman kom att inta rollen som domare, men det eftermäle han har fått är inte gott. Litet längre fram började man anställa jämförelser mellan honom och nazismens bödlar.

## ”Spritkriget”
Förbudslagen som trädde i kraft den 1 juli 1919 innebar att införseln av illegal alkohol ökade lavinartat särskilt i Finlands sydliga kusttrakter. Spriten avhämtades med mindre båtar från utländska fartyg som låg ute på internationellt vatten. Denna hantering bekämpades av myndigheterna, men smuggling i stor skala pågick ─ också efter förbudslagens upphävande 1932 ─ ända fram till andra världskrigets utbrott.
I Ingå gick en livligt frekventerad smugglingsrutt från Svenviken genom skogarna upp till Lojotrakten, där det fanns många törstiga konsumenter. Som bärare utnyttjades kraftiga ynglingar som bar spritkanistrar i ett ok över axlarna. Den stora dramatiken utspelade sig dock ute till havs. 
Den 26 maj 1928 gick det livligt till vid Sadeln i yttre skärgården där tullångaren ”Vikingen” lagt ut en patrullbåt som vid tretiden på morgonen överraskade en större motorbåt som uppenbarligen var ute i ljusskygga ärenden. Tullmännen sköt först varningsskott och därefter eld mot skrovet på den andra båten, som under jakten två gånger försökte ramma sin förföljare och slutligen lyckades undkomma ut till havs sedan patrullbåtens motor börjat krångla. Samma patrullbåt observerade den 3 juni en fiskarbåt på väg ut till en förankrad spritskuta. Då fiskarbåten fram på morgonen tungt lastad tog kurs in mot land körde tullmännen efter och lyckades denna gång hinna upp de förföljda och anhålla dem, tre fiskare från Kyrkslätt, Ingå och Degerby. De hade dock innan de blev upphunna dumpat sin spritlast över bord och hävdade nu att de var ute på en nöjesresa. 
Den 18 oktober samma år beslagtog en annan patrullbåt tretusen liter sprit i Ingå skärgård. Under jakten på den misstänkta motorbåten avfyrade en tullman ett skarpt skott som träffade en av de förföljda i huvudet. Den sårade, en helsingforsbo, fördes omedelbart till kommunalläkaren i Ingå, som konstaterade att skottet inte varit dödande. Mannen fördes till Maria sjukhus i Helsingfors och vårdades där, men kulan fick sitta kvar i huvudet. 
”Spritkriget” krävde åtminstone ett dödsoffer i det som 1957 blev Ingå kommun. Något år efter förbudslagens upphävande försökte poliskonstapeln Gunnar Karlsson i Degerby stoppa en suspekt bil genom att lägga ut en spikmatta på vägen. Smugglarna svarade genom att avlossa flera pistolskott mot konstapeln, som blev så illa sårad att han aldrig repade sig utan avled några veckor före midsommar 1937.
Det var för det mesta folk längst ner i distributionskedjan myndigheterna kunde gripa, medan de större fiskarna gick fria. Från Ingå omtalas en finansiär och storsmugglare som hade upp till fyrtio båtar av olika slag och ibland bjöd sina hantlangare på överdådiga fester. Det var måhända samme man om vilken det berättas att han en dag vid uppstigningen hittade en likkista på trappan, en fin vink om att han helst borde reglera sina skulder hos fordringsägarna.

## Solbergaffären
Ingå var under decennierna mellan världskrigen en välmående jordbruksbygd, där några djupgående samhälleliga konflikter inte förekom. I omvärlden levde dock hatet mellan de politiska ytterlighetsrörelserna kvar. Den kommunistfientliga Lapporörelsen hade ett starkt fotfäste i Västnyland, och då socialdemokraterna ─ som i motsats till kommunisterna verkade lagligt ─ beslöt att ordna en fest på arbetarföreningshuset  ("Talon")  i Solberg i Degerby den 26 september 1931 gick den till angrepp. 
Efter ett förberedande möte med ett par hundra deltagare på ungdomsföreningshuset Furuborg i Degerby kyrkby satte sig en kilometerlång bilkolonn i rörelse mot Solberg, där bara ett tjugotal personer hade infunnit sig på festplatsen. Väl inne i salen satte sig Lappomännen först ner, varefter de stämde upp Björneborgarnas marsch och meddelade att man hade kommit för att förhindra bildandet av en ny arbetarförening; bara en ”fri arbetarförening” som ingenting hade att göra med kommunisterna, ryssarna eller deras vänner skulle få grundas. Publiken sjöng ytterligare ett par fosterländska sånger och krävde att festen skulle avslutas.
Arrangörerna gick med på detta sedan de två poliserna som var närvarande förklarat att de ingenting kunde uträtta mot tvåhundra man. Festtalaren, riksdagsman Axel Åhlström, och Gunnar Andersson från Finlands svenska arbetarförbund begav sig gående till Solbergs station, där de tog tåget in till Helsingfors. De klarade sig undan från äventyret med några knuffar.
Trots att det hela avlöpte oblodigt, var Solbergaffären naturligtvis en händelse som väckte stor uppmärksamhet. Flertalet av deltagarna i expeditionen var utsocknes västnylänningar, bland dem påfallande många akademiker, godsägare och brukstjänstemän.

## Andra världskriget
Ingå berördes i likhet med det övriga Västnyland - Hangö udd undantaget - litet av direkta stridshandlingar under andra världskriget, den egentliga fronten låg ju som så många gånger tidigare långt borta i öster. Under krigen 1939-1945 mötte 80 ingåbor och 27 degerbybor sitt öde på slagfältet. 
Ingå var dock det första stället i hela landet där den oinvigde försommaren 1941 kunde få en föraning om att ett nytt krig, det som sedan började kallas fortsättningskriget, höll på att bryta ut. Ett tecken på att någonting var i görningen fick man då ett tyskt örlogsfartyg tidigt på morgonen den 14 juni ankrade upp på fjärden mellan Lilla Fagerö och Högholmen, ett ställe som i dag passeras av otaliga fritidsbåtar som rör sig i den innersta skärgårdsfarleden. Det var fråga om minfartyget s/s Kaiser, som camouflerades så väl att man kunde tro att en ny holme plötsligt dykt upp. Den 22 juni, sedan Hitler i radio proklamerat sitt korståg mot bolsjevismen för hela världen, togs camouflaget bort och båten gjordes klar för aktion. Tre dagar senare angreps den av tre ryska bombplan som kom in från havet och fällde sina bomber. ”Kaiser” svarade med luftvärnseld.
Den 4 ─5 juli 1941, när kriget redan var ett faktum, angreps Bågaskär i flera omgångar av ryska jaktplan, som ville komma åt fyrskeppet ”Helsinki” och två minsvepare som låg vid den befästa ön. En av minsveparna blev vrak och ”Helsinki” svårt skadat. Den 6 juli besköts Täkter station av tre ryska jaktplan, som även fällde några små bomber.
Den mest dramatiska händelsen under andra världskriget i Ingå upplevdes strax före jul 1944, sedan vapnen redan tystnat vid de egna fronterna. Den 11 december, när alla insåg att Tyskland skulle komma att förlora kriget, lade en flottilj tyska krigsfartyg ut från Gdynia för att lägga ut en minspärr sydväst om Nargö i Finska viken. Avsikten med denna "Operation Nil" var att förhindra eller åtminstone försvåra den sovjetiska konvojtrafiken från Tallinn västerut. Det valhänt utförda företaget slog dock fel och fick följdverkningar också vid Finska vikens norra kust.
Jagarflottilj 6 bestod av tre jagare Z 35, Z 36 och Z 43 samt två stora torpedbåtar, T 23 och T 28. Jagarna tillhörde den så kallade Narvikklassen, som var den största och kraftigast bestyckade jagartypen under andra världskriget. De hade ett deplacement på 3 500 ton, mätte 127 meter i längd och kunde göra 36 knop. Besättningen bestod av omkring 330 man. 
På grund av dåligt väder råkade de fem fartygen ur kurs och rände rakt in i ett minfält som tyskarna själva hade lagt ut nordväst om Nargö. Kort före klockan två på natten den 12 december gick Z 35 och Z 36 på minor och sjönk snabbt. De övriga tre fartygen girade därefter omedelbart mot sydväst och återvände till Gdynia med oförrättat ärende. 
När de båda fartygen sjönk på ca femtio meters djup strax utanför Porkalaområdets gräns råkade över 600 man i det iskalla vattnet och började driva på gummiflottar och vrakgods. En sydostlig vind förde dem mot Ingås kust, där de började flyta iland på morgonen. Otroligt nog överlevde ett 70-tal man dessa strapatser, medan resten omkom antingen vid fartygens undergång eller drivande på det vintriga havet. På Fagerö inte långt söderut från Ingå kyrkby lades 187 man i en massgrav. Det väckte stort uppseende, när tyska marinsoldater på nytt dök upp i trakten ─ tyska krigsfartyg hade legat i den närbelägna Svenviken medan Finland och Tyskland fortfarande krigade mot en gemensam fiende.
Ett hårt öde väntade också de överlevande, bland vilka det fanns många unga pojkar i åldern 15─16 år. Villkoren i vapenstilleståndsavtalet gav de finländska myndigheterna inget val, fångarna måste överlämnas till ryssarna. En grupp togs direkt om hand av ett sovjetiskt krigsfartyg, medan andra transporterades med buss från Ingå kyrkby till Helsingfors för vidare befordran till Tallinn. Ett trettiotal sårade fördes till Ingå kyrkby, där de inkvarterades för vård på det lilla sjukhuset och i kommunalhuset. Efter en knapp vecka måste alla överlämnas, trots att man försökte dra ut på vården.
Massgraven på Fagerö fanns kvar fram till början av 1960-talet, då skeletten grävdes upp och flyttades till den tyska soldatkyrkogården invid Furumo i Vanda. Träkorset över graven multnade småningom ned, varefter ingenting längre röjde platsens speciella karaktär. Få av dem som i dag solar sig på den välbesökta badplagen har förmodligen en aning om den tragedi som är förknippad med Fagerö.

## Porkala i rysk hand
Några månader tidigare hade Ingå berörts av en annan dramatisk händelse. En hermetiskt tillsluten riksgräns uppstod vid kommunens östgräns i september 1944, då Porkalaområdet utarrenderades till Sovjetunionen, på som man trodde femtio år. Själva Ingå förlorade endast tio kvadratkilometer, medan grannkommunen i öster, Degerby, utraderades helt från kartan -för att aldrig återuppstå. Endast 13,4 km2 av Degerby förblev i finländsk ägo, och detta område anslöts omedelbart till Ingå. Sedan Porkala 1956 återbördats till Finland fogades hela Degerby 1957 till Ingå.  Degerby församling sammanslogs redan 1950 med Ingå församling. 
Det berättas att kyrkoherden i Degerby, prosten Arwid Wigge, vid midsommartid 1944, då Finlands öde stod i vågskålen under det sovjetiska storanfallet på Karelska näset, för sina konfirmander berättade att han om natten drömt att ryssarna skulle komma och ta hans kyrka. Wigge hade entusiasmerat sina församlingsbor att 1932 uppföra en ny kyrka i stället för den gamla fallfärdiga från 1700-talet. Ingen kunde vid den tidpunkten föreställa sig att Sovjetunionen skulle kräva att få inrätta en marinbas strax väster om Helsinfors, som en pistol riktad mot Finlands huvud. Men prostens dröm blev dessvärre sann, och han skulle aldrig återse sitt tempel när det efter elva år i sovjetisk hand återbördades i illa skövlat skick.
De ettusenfyrahundra Degerbyborna hade i likhet med områdets övriga invånare tio dagar på sig att lämna sina hem. En stor del, Arwid Wigge bland dem, valde av naturliga skäl att slå sig ned i Ingå. Genom uppkomsten av arrendeområdet blev kommunen ett egendomligt bakvatten, vilket otvivelaktigt hämmade dess utveckling. Kommunikationerna med Helsingfors försvårades, eftersom både stora landsvägen och järnvägen till huvudstaden skars av. Buss- och biltrafiken måste ledas via Lojo, vilket förlängde både resväg och restid avsevärt.

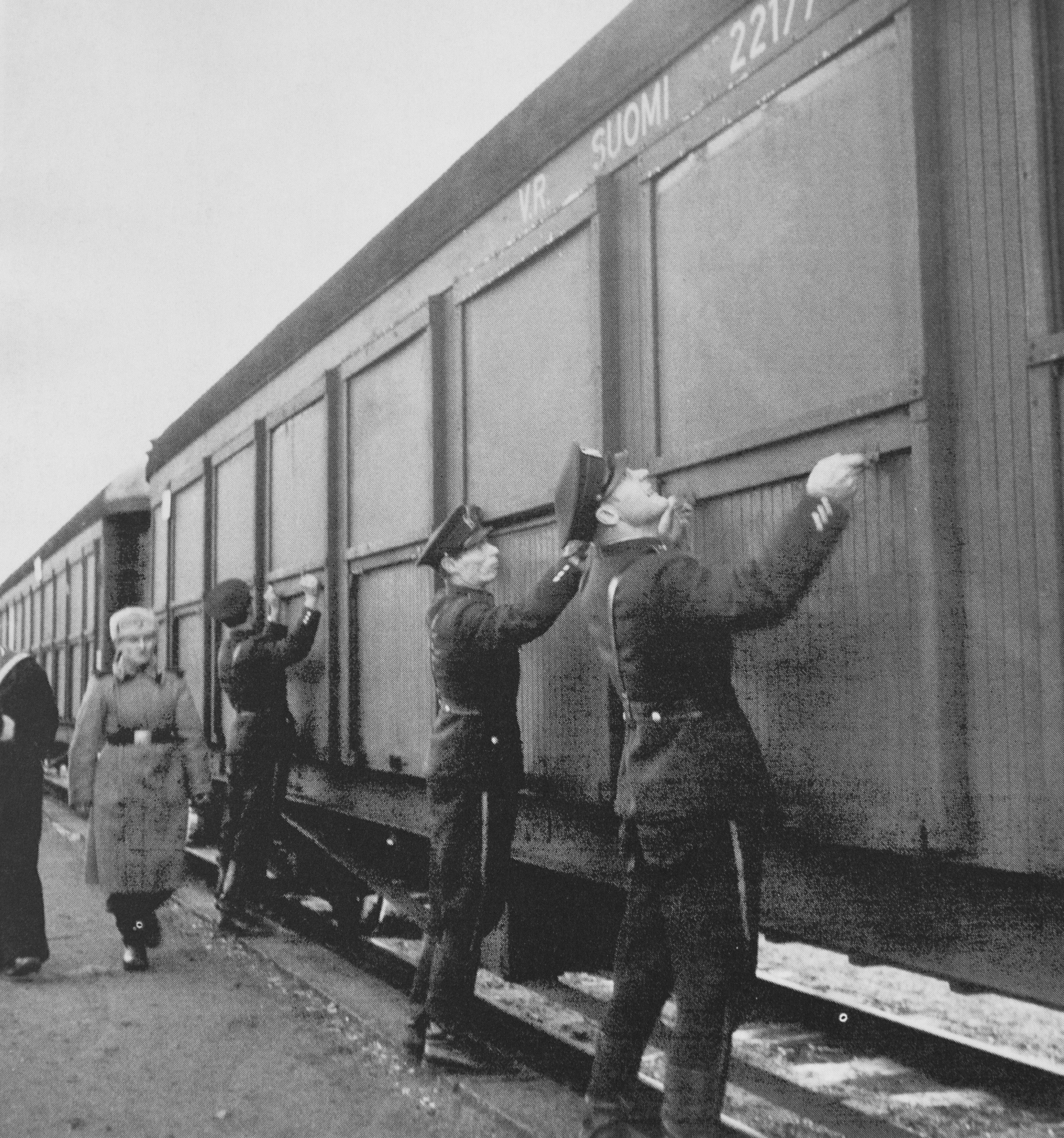
Fönsterluckorna stängs på ett tåg som ska köra genom Porklalaområdet mellan år 1944 och 1956.

För järnvägens del lyckades man 1947 nå en överenskommelse med ryssarna om att finländska tåg med fördragna fönsterluckor fick trafikera Kustbanan, som därför på avsnittet fram till Köklax där luckorna åter drogs ifrån, började kallas ”världens längsta tunnel”. På områdets västra sida blev Täkter i kommunens norra del gränsstation. Där byttes de finländska loken ut mot sovjetiska på de tåg som var på väg österut (motsvarande operation skedde på Köklax station på andra sidan arrendeområdet), eftersom ryssarna tydligen ansåg att trafik med finländska lok inneburit större möjligheter för spioner att operera. Sådana hade de själva tagit i sin tjänst på den finländska sidan av gränsen, eftersom den misstro de i decennier byggt upp mot den kapitalistiska världen lett till att de uppenbarligen på allvar fruktade ett väpnat anfall av västmakterna.
Också båtar och fartyg var tvungna att ta en omväg ut i havet kring arrendeområdets vatten, vilket innebar den definitiva dödsstöten för den före kriget livliga ångbåtstrafiken inte bara till Ingå, utan till hela Västnyland.
När Porkalaområdet 1956 återlämnades till Finland efter ”parentesen” innebar detta att Ingå fick ett avsevärt arealtillskott (87,9 km2) och utvidgade sitt territorium fram till Sunnanviksslätten och Obbnäsfjärden i öster. En betydligt mindre arealökning ägde rum vid ingången av år 2000, då bl.a. den stora ön Vormö, totalt 390 ha inklusive vattenområden, överfördes från Sjundeå till Ingå. Detta var något av en hälsning från nästan fem sekler bakåt i tiden: år 1538 hade den beryktade bondeplågaren Erik Fleming, herre till Svidja i Sjundeå, köpt Vormö av bönderna i Stubböle by, som emellertid fick vänta förgäves på någon betalning. Så kom det sig att Vormö ─ som under den sovjetiska arrendetiden utgjorde artillerimål och därför härjades av bränder som utplånade nästan all skog ─ i århundraden bildade en egendomlig Sjundeåenklav mitt inne i Ingå. Förhållandet rättades till först vid millennieskiftet, då Vormö och en del andra områden överfördes till Ingå.

## Ingå i våra dagar

Hamnen i Ingå kyrkby på 1960-talet.

Ingå har förblivit en välmående jordbrukskommun ända fram till våra dagar. Efter det att stamväg 51 dragits fram till Ingå kyrkby 1969 blev orten tack vare närheten till huvudstaden även en inflyttningskommun. Också fritidsbebyggelsen har av samma orsak år för år blivit allt tätare. År 1900 hade Ingå 3 824 invånare och 1920 ungefär lika många, eller 3 825. Folkmängden ökade därefter långsamt fram till 1950-talet (1950: 4 250 inv.), för att därefter börja minska (1970: 3 478 inv.). Inflyttningen tog därefter fart, och 1980 hade kommunen 4 060 invånare. Tjugo år senare, vid millennieskiftet, passerades femtusenstrecket. Ungefär hälften av befolkningen bor i kyrkbyn. För hundra år sedan var endast två procent finsktalande; 1960 hade andelen stigit till 11 procent, vilket innebar att Ingå blev tvåspråkigt vid ingången av 1963. Numera är de båda språkgrupperna ungefär lika stora.
Den första industrin av någon betydelse efter att järnhanteringen i Fagervik upphört 1902 var textilfabriken Tricol Oy, som etablerades 1958. I dess fastighet arbetar sedan 1980 den belgiskägda plastfabriken NMC Termonova, som tillverkar skumplast för många olika ändamål. Vid norra stranden av Fagerviken, dit en naturlig 13 meters farled löper direkt från havet, köpte Lojo kalk mark för en djuphamn 1941 – Petter Forsström hade redan på 1930-talet varit ute för att rekognoscera – och följande år bildades Ingå storhamn Ab. Byggnadsarbeten inleddes först tjugo år senare, och de första fartygen anlöpte den nya hamnen 1962. Över denna, som idag är landets viktigaste mineralhamn, importeras produkter som kaolin, kalksten, osläckt kalk och lättgrus. Den ägs numera av ett dotterbolag till Nordkalk, Inkoo Shipping Oy Ab.

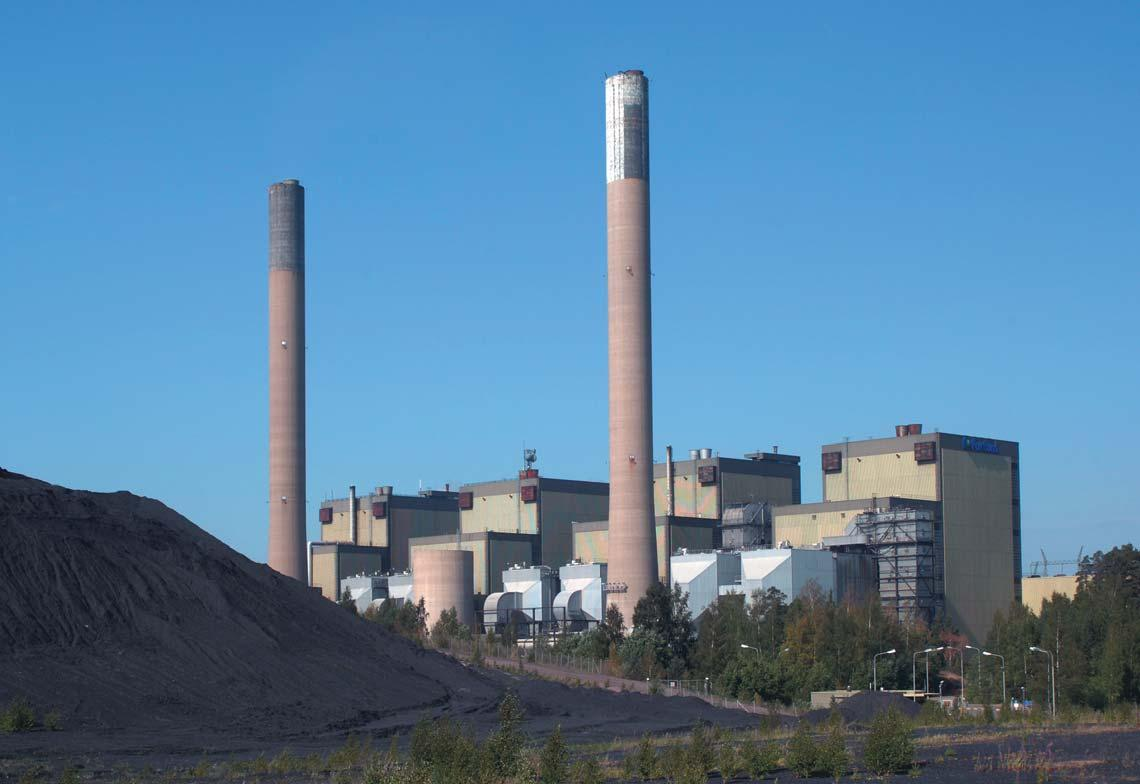
Fortums kraftverk i Joddböle i Ingå.

I närheten anlade staten en kolhamn, som likaså invigdes 1962 och som främst betjänade det av statsbolaget Imatran Voima (sedermera Fortum) 1970–1977 uppförda kraftverket i Joddböle, som vid sin tillblivelse var Nordens största konventionella kraftverk med en effekt på 1 000 MW. Kraftverket, som kunde eldas med både olja och kol, hade på 1980-talet en personal på uppemot 500 personer.
Joddböle var från och med 1996 ett reservkraftverk, som togs i bruk endast vid kallt väder eller då andra extrema förhållanden rådde. År 2014 lades kraftverket slutgiltigt ned, och 2020 sprängdes den av de två höga kraftverkspiporna ─ landmärken synliga långt ute på havet – som längst stod kvar. Ortens mest bemärkte son, dubble rallyvärldsmästaren Marcus Grönholm, har etablerat sig som företagare i hemkommunen med affärskomplexet Strand (invigt 2007) och Ingåstrand, ett bostadsområde med exklusiva höghus byggda i trä i kyrkbyn. Byggandet av det sistnämnda påbörjades 2021.